# Selenicereus urbanianus
Selenicereus urbanianus (Gürke & Weing.) Britton & Rose es una especie de planta fanerógama de la familia Cactaceae.

## Distribución
Es endémica de Cuba, Haití y República Dominicana. Es una especie poco común en colecciones.

## Descripción
Es una planta perenne carnosa expansiva con las tallos armados de espinas, de color verde y con las flores de color  blanco.

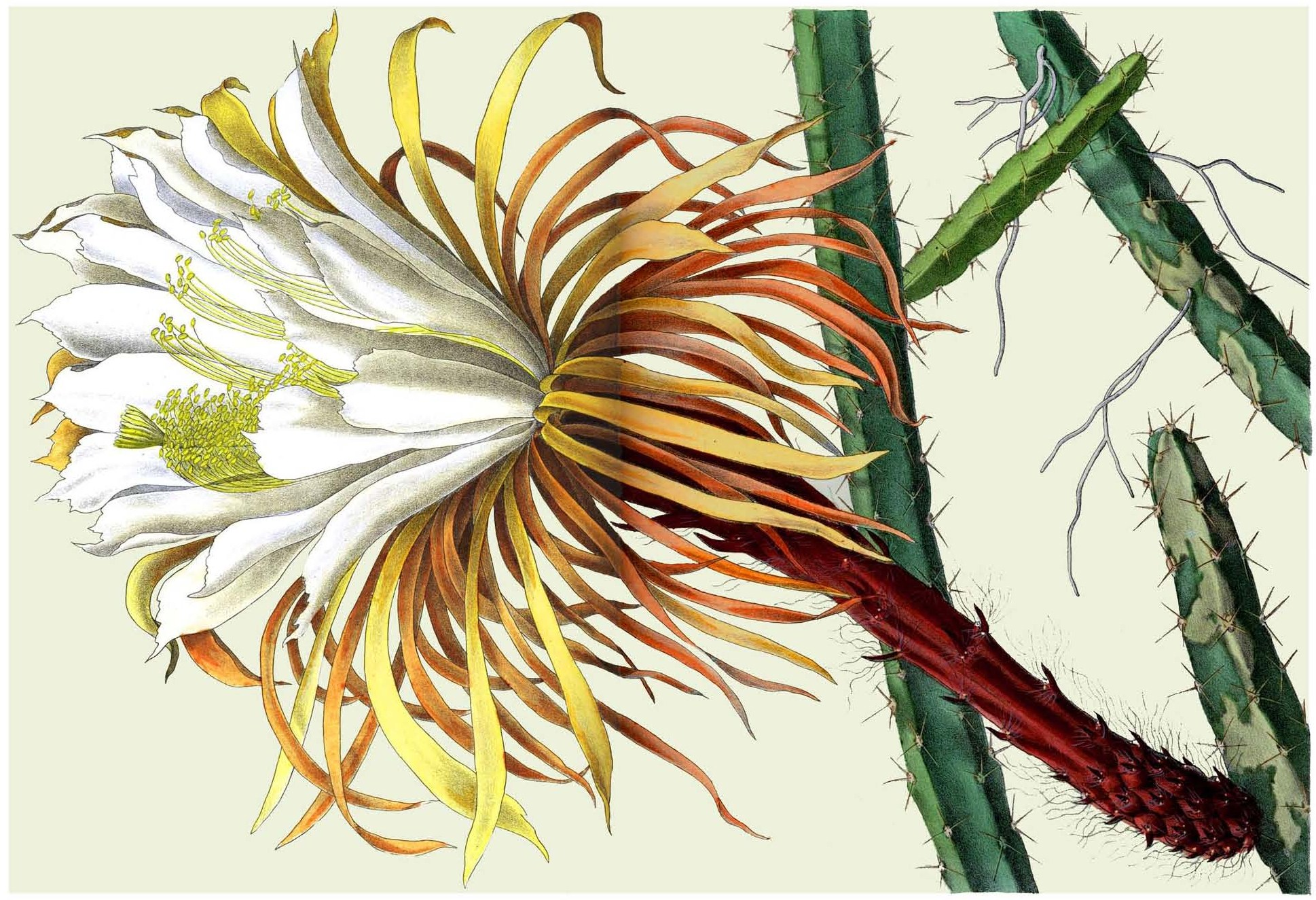
imagen

## Nombre común
- Español: Reina de la noche
- Inglés: Queen of the night

## Sinonimia
- Cereus urbanianus
- Selenicereus maxonii